# Pueblo panyabí
Los panyabíes o el pueblo panyabí, son un grupo etnolingüístico indo-ario asociado con la región de Panyab en el Asia del Sur, específicamente en el norte del subcontinente indio actualmente dividido entre el Panyab indio y Panyab paquistaní. Hablan panyabí, una lengua de la familia de lenguas indo-arias. El término Panyab significa literalmente la tierra de las cinco aguas en persa: panj ("cinco") āb ("aguas"). El nombre de la región fue introducido por los conquistadores turco-persas del subcontinente indio. Los panyabíes son el séptimo grupo étnico más grande del mundo por población total.
La región histórica de Panyab a menudo se conoce como el granero tanto en India como en Pakistán. La fusión de los diversos clanes y habitantes de la región de Panyab en una identidad "panyabí" común más amplia se inició a partir del inicio del siglo XVIII d. C. Antes de eso, no existía el sentido y la percepción de una identidad y comunidad etnocultural común, a pesar de que la mayoría de las diversas comunidades de la región habían compartido durante mucho tiempo similitudes lingüísticas y culturales.
Tradicionalmente, la identidad panyabí es principalmente lingüística, geográfica y cultural. Su identidad es independiente del origen histórico o de la religión y se refiere a quienes residen en la región de Panyab o se asocian con su población y a quienes consideran el idioma panyabí su lengua materna. La integración y la asimilación son partes importantes de la cultura, ya que la identidad panyabi no se basa únicamente en conexiones tribales.
Históricamente, la gente de Panyab era un grupo heterogéneo y estaba subdividido en varios clanes llamados biradari (que literalmente significa "hermandad"), con cada persona unida a un clan. Sin embargo, la identidad panyabi también incluía a aquellos que no pertenecían a ninguna de las tribus históricas. Con el paso del tiempo, las estructuras tribales están llegando a su fin y están siendo reemplazadas por una sociedad más cohesionada y holística, ya que la construcción de la comunidad y la cohesión del grupo forman los nuevos pilares de la sociedad Panyabí.

## Historia
La población floreció en esta región, lo que llevó a una civilización desarrollada en el quinto al cuarto milenio antes de Cristo, la antigua civilización del valle del Indo. Además, se han encontrado restos budistas como los de la civilización Mankiala y Gandhara. Los restos de la antigua ciudad de Taxila, y muchos adornos que se han encontrado en esta región, sugieren que, uno de los centros de la civilización del valle del Indo se estableció en muchas partes de Panyab, más notablemente Taxila y Harappa. Alrededor de 1700 a. C., la civilización del valle del Indo comenzó a declinar, probablemente debido a la sequía y el secado del río natal, y poco después las tribus indoeuropeas del centro de Asia o del sur de las estepas rusas se diseminaron en la región. Los conocidos como arios se establecieron en la región de los Sapta Sindhu (‘siete ríos’ sagrados). La llegada de los indo-arios condujo al florecimiento de la civilización védica a lo largo del río Indo. Esta civilización dio forma a las culturas posteriores en el sur de Asia. La civilización védica también floreció en la antigua ciudad de Taxila en Gandhara.
Según los historiadores, esta región fue gobernada por muchos pequeños reinos y tribus alrededor del cuarto y quinto a. C. El primer rey local notable conocido de esta región fue conocido como el rey Poros, quien luchó la famosa Batalla del Hidaspes contra Alejandro Magno en 326 a. C. cerca del río Jhelum. Su reino, conocido como Pauravas, estaba situado entre el río Hydaspes (actual Jhelum) y Acesines (actual Chenab). Estos reyes libraron batallas locales para ganar más terreno. 

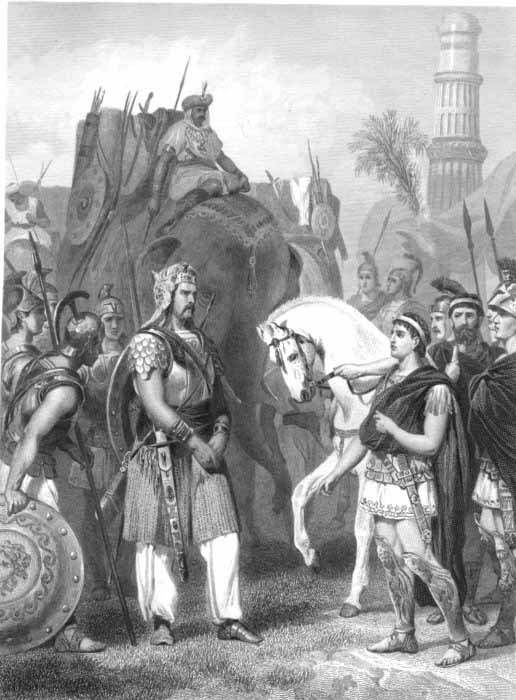
Uno de los primeros reyes conocidos del antiguo Panyab, el rey Poros, con Alejandro Magno.

Posteriormente, la región también formaba parte de otros imperios, incluidos el imperio persa aqueménida, los macedonios, los maurianos, los indoescitas, los kushans y los guptas. El reino indo-griego fundado por Demetrio (180-165 a. C.) incluía Gandhara y Punjab y alcanzó su mayor extensión bajo Menandro (165-150 a. C.), con su capital en Sagala (actual Sialkot), floreciendo la cultura greco-budista en la región.
Debido a su ubicación, la región de Panyab estuvo bajo constante ataque e influencia del oeste y fue testigo de siglos de invasiones extranjeras por parte de griegos, kushans, escitas, turcos, árabes y mogoles.
La ciudad de Taxila, fundada alrededor del año 1000 a. C., tenía fama de albergar una de las primeras universidades del mundo, la Universidad de Taxila. Uno de sus instructores fue el estadista y filósofo védico Chanakya. Taxila fue un importante centro de control político, discurso intelectual y comercio entre los reinos helenísticos y el Imperio Maurya. Taxila es un sitio del Patrimonio Mundial de la UNESCO, valorado por su historia arqueológica y religiosa.
En la era antigua y medieval, antes de la llegada del Islam, el hinduismo y el budismo eran las religiones predominantes en la región de Panyab, hasta que el ejército árabe omeya llevó el Islam a la región liderada por Muhammad bin Qasim, quien conquistó Sindh y el sur de Panyab en 712. El Califato Omeya fue el segundo califato islámico establecido después de la muerte de Mahoma. Fue gobernado por la dinastía omeya, cuyo nombre deriva de Umayya ibn Abd Shams, el bisabuelo del primer califa omeya.
El Islam se introdujo en el norte de la región durante el reinado de Mahmud de Ghazni en el siglo XI y, posteriormente, la región pasó a formar parte de varios imperios musulmanes turco-persas y turco-mongoles. La provincia de Panyab pasó a formar parte del Imperio Ghaznavid con Lahore como su segunda capital. La región se volvió predominantemente musulmana debido a los santos sufíes misioneros. El famoso místico sufí Ali Hujwiri llegó de Ghazni y se estableció en Lahore durante el reinado de Ghaznavids en el siglo XI.
Durante el próximo milenio, el Islam floreció en Panyab, ya que se convirtió en parte de diferentes imperios musulmanes, incluidos los guríes, el sultanato de Delhi y el imperio mogol. En cooperación con los clanes locales de Panyab y otras, se logró un dominio islámico milenario en el sur de Asia y con su apogeo durante el Imperio Mogol. Unos de los monumentos más famosos durante este periodo en Panyab son los jardines Shalimar y la mezquita Badshahi, ambos situados en Lahore. Soldados musulmanes, comerciantes, arquitectos, teólogos y sufíes llegaron del resto del mundo musulmán al imperio. El último gobernante musulmán que controló Panyab fue Ahmad Shah Durrani, quien hizo del Panyab una parte del Imperio durrani que duró hasta 1762.
En 1947, la provincia de Panyab de la India británica se dividió a lo largo de líneas religiosas en Panyab Occidental y Panyab Oriental. El Panyab occidental se asimiló al nuevo país de Pakistán, mientras que el Panyab oriental pasó a formar parte de la India.

## Diáspora panyabí
El pueblo panyabi ha emigrado en gran número a muchas partes del mundo. A principios del siglo XX, muchos panyabies comenzaron a establecerse en los Estados Unidos, incluidos los activistas por la independencia que formaron el Partido Ghadar. El Reino Unido tiene un número significativo de panyabies tanto de Pakistán como de la India. Las áreas más pobladas son Londres, Birmingham, Mánchester y Glasgow. En Canadá (específicamente Vancouver, Toronto y Calgary) y los Estados Unidos (específicamente el Valle Central de California).
En la década de 1970, comenzó una gran ola de emigración de panyabies (predominantemente de Pakistán) hacia el Medio Oriente, en lugares como los Emiratos Árabes Unidos, Arabia Saudita y Kuwait. También hay grandes comunidades en África Oriental, incluidos los países de Kenia, Uganda y Tanzania. Los panyabies también han emigrado a Australia, Nueva Zelanda y el sudeste asiático, incluidos Malasia, Tailandia, Singapur y Hong Kong. En los últimos tiempos, muchos panyabíes también se han trasladado a Italia.